# Tettiella conofrons
Tettiella conofrons är en insektsart som beskrevs av Hancock, J.L. 1909. Tettiella conofrons ingår i släktet Tettiella och familjen torngräshoppor. Inga underarter finns listade i Catalogue of Life.